# Biserica „Sfinții Arhangheli Mihail și Gavriil” din Mereni
Biserica „Sf. Arhangheli Mihail și Gavriil” este o biserică amplasată în Mereni, raionul Anenii Noi, Republica Moldova. Este un monument arhitectural de importanță națională inclus în Registrul monumentelor Republicii Moldova ocrotite de stat cu nr. 113 (raionul Anenii Noi). Datează din 1818.